# Aeroportul Maitland
Aeroportul Maitland (IATA: MTL, ICAO: YMND) este un aeroport din Noul Wales de Sud, Australia.
Situat la o altitudine de 27 m, aeroportul dispune de o singură pistă.